# Camilla Herrem
Camilla Herrem, född 8 oktober 1986 i Stavanger, är en norsk handbollsspelare. Hon är högerhänt och spelar i anfall som vänstersexa.
Hennes internationella meriter inkluderar två OS-guld, tre VM-guld och sex EM-guld. Hon blev den mest framgångsrika spelaren i VM-historien med tre guld, ett silver och en bronsmedalj genom att vinna världsmästerskapet 2021.

## Klubbkarriär
Camilla Herrem började spela handboll i Sola HK som mittnia, men skolades om till vänstersexa vid 16 års ålder. Hon gjorde sin debut i den norska ligan vid 16 års ålder. Hon spelade för första gången på internationell nivå i Cupvinnarcupen 2005.
2006 flyttade hon till den norska Byåsen, där hon varje år fick möjlighet att spela kval till Champions League. Säsongen 2014–2015 gick hon till den rumänska mästaren HCM Baia Mare, där hon nådde kvartsfinal i Champions League. Hon flyttade till den danska klubben Team Tvis Holstebro i ett år och vann Cupvinnarcupen 2016. Hon spelade i HC Vardar under säsongen 2016–2017. Det makedonska laget nådde Champions League-finalen och Camilla valdes till Champions League-säsongens bästa vänsterytter. I slutet av säsongen flyttade hon tillbaka till Norge, till sin första professionella klubb, Sola HK.

## Landslagskarriär
Herrem gjorde sin debut för det norska landslaget mot Sverige den 5 april 2006. Camilla har deltagit i mästerskapsturneringar sedan EM 2008. Herrems första stora framgångar var EM guldet 2008, VM-guldet 2011 och OS-guld 2012 i London
Camilla Herrem blev uttagen till World Handball Team of 2011-2020 som decenniets bästa vänsterytter vid handball-planet.coms omröstning. Hon blev också uttagen till All-Star-laget i VM 2009, EM 2016, VM 2019 och EM 2020. Framgångar i OS har gett två bronsmedaljer i OS i Rio de Janeiro 2016. Hon var med och försvarade bronset i Tokyo 2020. 2024 vann hon sitt andra OS-guld i OS i Paris.
Den 4 april 2024, i en match mot Ungern i EHF Euro Cup 2024, blev Herrem historisk genom att hon blev den utespelare med flest landskamper för Norge. Hon överträffade legenden Karoline Dyhre Breivang, som slutade med 305 landskamper. Norges med flest  landskamper är målvakten Katrine Lunde med 363 landskamper den 12 augusti 2024.

## Privatliv
Sedan juli 2013 är hon gift med den norske handbollsspelaren Steffen Stegavik. Den 22 december 2017 meddelade Herrem att hon var gravid och att hon väntade barn i juli 2018. Den 7 juli 2018 födde Herrem en son. Den 5 mars 2023 födde Herrem en andra son. Den 29 mars 2023, bara 24 dagar efter förlossningen, gjorde Herrem comeback för Sola HK mot Storhamar HE.
Camilla uten filter med undertiteln självbiografisk bok gavs ut 2020.

## Individuella utmärkelser
- Skyttedrottning EHF European League 2021–2022 med 74mål.
- Världens bästa vänstersexa under decenniet 2011–2020.
- All-Star vänstersexa vid VM: 2009 och 2019.
- All-Star vänstersexa vid EM 2016 och 2020.
- All-Star vänstersexa i EHF Champions League 2016/2017
- All-Star vänstersexa norska eliteserien: 2019/2020, 2020/2021 2021/2022